# ライブビューイング
ライブビューイング（和製英語: Live viewing）は、スポーツやコンサート、演劇などの各種文化イベントにおいて、その行われている会場からのライブ映像を全国各地の公開上映会場に向けて観客に有料（宗教団体の衛星中継など一部例外もある）でその模様を見てもらうイベントのことである。初期の頃はクローズドサーキットとも呼ばれていた。
その代表例としては大物ミュージシャンのコンサート、あるいはサッカー日本代表のアウェーゲームの試合などが挙げられる。
近年は衛星中継やインターネットの普及等により多会場での生中継が可能となっており、試合や公演を録画して時間差を置いての上映を行なうものも現れている。2011年には株式会社ライブ・ビューイング・ジャパン （アミューズの子会社）が設立されている。
2002 FIFAワールドカップ日韓大会の時に、これを応用し日本各地のスタジアムで試合の模様をピッチに設えた立体映像装置であたかもそのスタジアムにフィールドプレーヤーがいるように見せる現在のプロジェクションマッピングの原理に酷似した「バーチャルスタジアム」構想が計画されたが予算と技術的な関係で取り止めとなったことがあった。

## 記録
2021年現在、日本国内においてライブビューイングが上映された会場が最多の記録を持つグループは、嵐である（2019年12月25日に開催された東京ドーム公演の、全国329箇所・617スクリーン）。